# Stranda
Stranda este o comună din provincia Møre og Romsdal, Norvegia.